# Meryta tenuifolia
Meryta tenuifolia är en araliaväxtart som beskrevs av Albert Charles Smith. Meryta tenuifolia ingår i släktet Meryta och familjen Araliaceae. Inga underarter finns listade.